# Laphystia aegyptiaca
Laphystia aegyptiaca là một loài ruồi trong họ Asilidae. Laphystia aegyptiaca được Efflatoun miêu tả năm 1937. Loài này phân bố ở vùng Cổ Bắc giới.